# Бауэр, Фердинанд
Фердина́нд Ба́уэр (нем. Ferdinand Lucas Bauer, 20 января 1760 — 17 марта 1826) — австрийский ботаник и мастер ботанических иллюстраций, участник экспедиции Мэтью Флиндерса к берегам Австралии. Во время путешествий по Австралии им было выполнено не менее 1 540 рисунков.
Ботанические рисунки австралийских растений, созданные Бауэром, известны элегантностью и изяществом исполнения. Все работы автора отличает высокая степень научной точности и присущая им художественная выразительность.
Именем Бауэра назван род австралийских растений Бауэра (Bauera Banks ex Andrews).
Братья Фердинанда Бауэра — Йозеф (Josef Anton Bauer) и Франц (англ. Franz Andreas Bauer) — также были художниками, работавшими в области ботанической иллюстрации.
| |  |  |  |
| Ботанические иллюстрации работы Ф. Бауэра из книги «Illustrationes Florae Novae Hollandiae»: Гревиллея Бенкса (Grevillea banksii), Банксия ярко-красная (Banksia coccinea) Alyogyne hakeifolia Stylidium violaceum. |  |  |  |